# Faustyn Żuk-Skarszewski
Faustyn Żuk-Skarszewski (10. února 1819 Przyszowa – 1904) byl rakouský šlechtic a politik polské národnosti z Haliče, v 2. polovině 19. století poslanec Říšské rady.

## Biografie
Byl šlechtického původu. Studoval na gymnáziu v Nowém Sączu a Praze a pak práva na Karlo-Ferdinandově univerzitě v Praze, Lvovské univerzitě a Vídeňské univerzitě. Pak působil v soudnictví v Tarnowě a Lvově. V letech 1859–1866 byl notářem v Krakově. Pak se vzdal notářské profese a žil na svém statku v Przyszowé. Během studií v Praze vydal na základě své mnemotechnické metody přehled polských dějin.
Byl aktivní i politicky. V 60. letech 19. století se stal poslancem Haličského zemského sněmu za velkostatkářskou kurii, obvod Nowy Sącz. Byl celkem třikrát opětovně zvolen, ale roku 1867 rezignoval na mandát.
Působil i jako poslanec Říšské rady (celostátního parlamentu Předlitavska), kde usedl ve volbách roku 1879 za kurii velkostatkářskou v Haliči. Mandát obhájil ve volbách roku 1885 a volbách roku 1891. Ve volebním období 1879–1885 se uvádí jako baron Faustin von Skarszewski-Žuk, statkář, bytem Przyszowa. Patřil mezi polské národní poslance. Reprezentoval parlamentní Polský klub.